# Aptenoperissus
Aptenoperissus (лат.) — род вымерших перепончатокрылых, единственный в семействе Aptenoperissidae из надсемейства стефаноидных наездников (Stephanoidea). Обнаружены в меловом бирманском янтаре Юго-Восточной Азии (около 99 млн лет назад, долина Хукаун, штат Качин, Мьянма). Из-за необычного сочетания признаков названо насекомым-Франкенштейном.

## Описание
Мелкого размера наездники (длина тела около 3 мм), буровато-чёрного цвета прыгательными задними ногами. Крылья у самки отсутствуют (самцы неизвестны). Усики состоят из скапуса, педицеля и не менее чем 22 члеников жгутика. Тело состоит из 9 видимых сегментов (5 в метасоме). Глаза и оцеллии развиты. Все голени несут по 2 шпоры, а задние бёдра утолщённые, предположительно прыгательные.
По мнению профессора Джорджа Пойнара, одного из авторов открытия, внешне это очень странное существо: «Если вы посмотрите на утолщённые задние ноги, то подумаете, что это кузнечик. Однако коленчатые усики устроены как у муравьёв, а толстое брюшко как у тараканов». Торчащее из брюшка жало (или яйцеклад) и голова напоминают жалящих ос. Вымершие насекомые Aptenoperissus, возможно, ползали по земле или бегало по стволам, пытаясь найти своих жертв из насекомых. Прыгающие ноги помогали аптенопериссусам избегать опасных хищников.
В прессе новые таксоны из-за необычного сочетания признаков назвали творением Франкенштейна или янтарным Франкенштейном.

## Систематика и этимология
Изначально род Aptenoperissus и семейство Aptenoperissidae были включены в состав надсемейства Ceraphronoidea, однако после обнаружения самцов этих насекомых было показано, что они относятся к надсемейству Stephanoidea. Представителей обнаружили в кусках бирманского янтаря и впервые описали в 2017 году российский палеоэнтомолог Александром Павловичем Расницыным (Палеонтологический институт РАН, Москва, Россия) и американский энтомолог Джорджем Пойнаром (George Poinar Jr., Department of Zoology, Oregon State University, Corvallis, Орегон, США). Родовое название Aptenoperissus происходит от признака бескрылости.
- Aptenoperissus amabilis Zhang and Rasnitsyn, 2017
- Aptenoperissus burmanicus Rasnitsyn & Poinar, 2017
- Aptenoperissus delicatus Zhang and Rasnitsyn 2017
- Aptenoperissus etius Rasnitsyn & Öhm-Kühnle, 2018
- Aptenoperissus formosus Zhang and Rasnitsyn, 2017
- Aptenoperissus magnifemoris Rasnitsyn & Öhm-Kühnle, 2018
- Aptenoperissus pusillus Rasnitsyn & Öhm-Kühnle, 2018
- Aptenoperissus zonalis Zhang and Rasnitsyn, 2018 .